# سوتیچوو
سوتیچوو (به صربی: Svetićevo) یک منطقهٔ مسکونی در صربستان است که در Bačka Topola Municipality واقع شده‌است. سوتیچوو ۲۰۵ نفر جمعیت دارد.